# Сеттимана чиклистика Италиано
Сеттимана чиклистика Италиано (итал. Settimana Ciclistica Italiana) — шоссейная многодневная велогонка, проходящая по территории Италии с 2021 года.

## История
Гонка появилась благодаря инициативе компании Gruppo Sportivo Emilia, организатора таких гонок как Международная неделя Коппи и Бартали и Джиро дель Эмилия в 2021 году вместе с другой гонкой Пер семпре Альфредо и сразу вошла в календарь Европейского тура UCI с категорией 2.1.
Название гонки, которое дословно переводится как Итальянская велосипедная неделя, фактически позволяет организаторам ежегодно вовлекать в проведение гонки все двадцать областей Италии в зависимости от ситуации.
В апреле 2021 было объявлено, что первое издание пройдёт с 14 по 18 июля на Сардинии одновременно с последней неделей Тур де Франс.

## Призёры
| Год  | Победитель   | Второй       | Третий           |
| ---- | ------------ | ------------ | ---------------- |
| 2021 | Диего Улисси | Сеп Ванмарке | Джованни Алеотти |